# Adolf Böhm (Politiker)
Adolf Böhm (* 15. Januar 1937 in Würbenthal, Tschechoslowakei; † 16. Dezember 2000 in Wurzen) war ein deutscher Wasserwirtschaftingenieur sowie Politiker (DDR-CDU, ab 1990 CDU) und Mitglied des Sächsischen Landtages.

## Leben
Adolf Böhm machte nach der Grundschule eine Lehre als Technischer Zeichner und absolvierte ein Wasserbaufachliches Studium an der Ingenieurschule für Wasserwirtschaft in Magdeburg. 1959 wurde er Bauleiter bei der Schwarzwasserverlegung in Hoyerswerda, 1960 bis 1964 war er Betriebsleiter Wasserwirtschaftsbetrieb der Stadt Wurzen, 1964 bis 1975 Betriebsbereichsleiter im VEB WAB Leipzig. 1975 bis 1990 arbeitete er als wissenschaftlicher Mitarbeiter im Forschungszentrum Wassertechnik Leipzig und war seit 1990 mit einem Ingenieurbüro Wassertechnik freiberuflich tätig. 1981 bis 1990 war er Betriebsgewerkschaftsleitungs-Vorsitzender im Forschungszentrum Wassertechnik.
Adolf Böhm war römisch-katholisch, verheiratet und hat 2 erwachsene Kinder.

## Politik
Adolf Böhm wurde 1962 Mitglied der CDU der DDR und war 1965 bis 1975 Mitglied im CDU-Kreisvorstand Wurzen, davon 1970 bis 1975 stellvertretender Kreisvorsitzender. Ab 1973 war er auch Mitglied des Bezirksvorstands Leipzig. 1975 wurde er wegen Staatsverleumdung verurteilt, erhielt eine Parteistrafe, eine Rüge und wurde aller politischen Ämter enthoben. Nach der Wende 1990 war er wieder Mitglied des Kreisvorstand Wurzen der CDU.
Bei der Landtagswahl in Sachsen 1990 wurde er im Oktober 1990 für den Wahlkreis 3 (Wurzen) mit einem Wahlkreisergebnis von 47,0 % in den Landtag gewählt. Dort saß er für seine Fraktion im Umweltausschuss. Nachdem er im Februar 1991 aus dem Landtag ausgeschieden war, rückte Klaus Günther für ihn nach.